# ハイラム・パークス・ウィルキンソン
ハイラム・パークス・ウィルキンソン（Hiram Parkes Wilkinson、1866年 – 1935年）は、日本で生まれ育ったイギリスの法律家。上海の英国高等領事裁判所の最高法廷弁護士（Crown Advocates）を1897年から1925年まで務めた。また1903年から1905年にかけては、シャム王国の領事裁判所で判事補代理、1916年から1925年までは威海高等裁判所判事を務めた。
父のハイラム・ショウ・ウィルキンソンも英国高等領事裁判所の最高法廷弁護士を務めていた。

## 略歴
王室顧問弁護士（KC）
ウィルキンソンは、父が横浜の領事館で通訳生として勤務していた1866年に、山手の英国海軍病院で生まれた。大学（ベルファストのメソジスト・カレッジ、オックスフォードのエクゼター・カレッジ）に入るまで、日本で育った。
法廷弁護士の資格を得た後に巡回裁判で経験を積み、父の跡をついで上海の最高法廷弁護士（Crown Advocate）となった。

## 公職
- 英国高等領事裁判所最高法廷弁護士（1894年-1895年、非常勤）
- 英国高等領事裁判所最高法廷弁護士（1897年-1925年）
- 同判事補代理（1898年）
- 義和団事件後のクレーム求処理の英国代表（1901年）
- シャム英国領事裁判所判事補代理（1903年-1905年）
- 威海高等裁判所判事（1916年-1925年）

## 晩年
1925年に最高法廷弁護士を辞任し、アイルランドに戻りマネーシェイネル（Moneyshanere）に住んだ。辞任に際しては、ノース・チャイナ・ヘラルド紙が、ウィルキンソンの極東での活躍を顕彰する長文の記事を載せている
。
1926年にはアイルランドの法廷弁護士として認められ、1928年には王室顧問弁護士（KC）に任命された。1930年にはロンドンデリーの高等保安官となった。
1935年に上海で死亡した。

## 参考資料
1. 1 2  North China Herald, 31 October 1925, pp200-1
2. ↑  Biographical information is sourced from Wilkinson's obituary in the Times, 2 April 1935, p19 unless otherwise noted.
3. ↑  The Belfast Gazette 3 January 1930